# Witera semilunaris
Witera semilunaris är en insektsart som beskrevs av Irena Dworakowska 1981. Witera semilunaris ingår i släktet Witera och familjen dvärgstritar. Inga underarter finns listade i Catalogue of Life.